# Azorella biloba
Azorella biloba là một loài thực vật có hoa trong họ Hoa tán. Loài này được (Schltdl.) Wedd. mô tả khoa học đầu tiên năm 1861.